# Héctor Maquera
Héctor Simón Maquera Chávez (Tacna, 20 de junio de 1966) es un abogado, electricista, agricultor y político peruano. Fue congresista de la república por Tacna durante el breve periodo 2020-2021.

## Biografía
Héctor Maquera nació en la ciudad de Tacna, el 20 de junio de 1966.
Estudió la carrera de Derecho y Ciencias políticas en la Universidad Católica Los Ángeles de Chimbote, obteniendo el bachillerato en el año 2011. También realizó estudios de Electricidad en el Instituto Superior Tecnológico Francisco de Paula Gonzáles Vigil.
Se desempeñó como agricultor independiente en La Yarada-Los Palos desde 2011 hasta 2019.

## Trayectoria política
Como político, se inició como candidato a regidor del distrito de Alto de la Alianza por el Movimiento Nueva Izquierda en el año 2002, sin embargo, no resultó elegido.
En las elecciones regionales del año 2014, Héctor Maquera postuló a la presidencia del Gobierno Regional de Tacna por el Partido Popular Cristiano, en calidad de invitado. Durante la contienda electoral, Maquera generó polémicas al promocionar un cartel de su candidatura con la imagen de Antauro Humala, líder del Andahuaylazo al cual el PPC tiene una postura de rechazo en su contra. Culminando las elecciones, su candidatura quedó en el sexto lugar de las preferencias con el 5.913 % de votos.
Intentó nuevamente en las elecciones regionales del año 2018 por el partido Democracia Directa, quedando en el noveno puesto.

### Congresista de la República
En las elecciones parlamentarias del año 2020, se integró al partido Unión por el Perú en alianza con el Frente Patriótico y postuló al Congreso de la República por la circunscripción de Tacna. Maquera fue elegido como congresista de la república y juramentado para completar el disuelto periodo parlamentario 2020-2021.
Como congresista, fue elegido como presidente de la Comisión de Fiscalización en reemplazo de Édgar Alarcón.
Durante la segunda moción de vacancia presidencial contra Martín Vizcarra, Maquera votó a favor de la vacancia presidencial junto con los demás 104 congresistas. Posteriormente durante las protestas sociales contra el nuevo gobierno de Manuel Merino, Maquera apoyó el gobierno transitorio y denunció sin pruebas que las marchas fueron financiadas, sin embargo, Maquera luego se disculpó por sus declaraciones.